# Medal Służby w Globalnej Wojnie z Terroryzmem
Medal Służby w Globalnej Wojnie z Terroryzmem (ang. Global War on Terrorism Service Medal) – odznaczenie Sił Zbrojnych Stanów Zjednoczonych ustanowione 12 marca 2003 roku rozporządzeniem wykonawczym prezydenta George’a W. Busha dla uhonorowania żołnierzy amerykańskich, którzy służyli w różnych operacjach wojskowych podczas wojny z terroryzmem po 11 września 2001 roku.

## Opis
Awers medalu przedstawia orła z rozpostartymi skrzydłami. Na piersi ptaka znajduje się tarcza z godła Departamentu Obrony Stanów Zjednoczonych. W prawym szponie orzeł trzyma gałązkę oliwną, a w lewym szponie trzy strzały. Za głową orła znajduje się kula ziemska, nad którą widnieje łukowaty napis WAR ON TERRORISM SERVICE MEDAL. Na rewersie znajduje się wieniec laurowy na gładkim polu.
Wstążka medalu ma szerokość 1 3/8 cala i składa się z jedenastu pionowych pasów w przeważającym kolorze granatowym, a także złotym, czerwonym i białym.

## Operacje kwalifikujące do odznaczenia
Źródło:
| Operacja                    | Od                  | Do               |
| --------------------------- | ------------------- | ---------------- |
| Operacje ochrony lotnisk    | 27 września 2001    | 31 maja 2002     |
| Operacja Noble Eagle        | 11 września 2001    | nie określono    |
| Operacja Enduring Freedom   | 7 października 2001 | 28 grudnia 2014  |
| Operacja Iraqi Freedom      | 19 marca 2003       | 31 sierpnia 2010 |
| Operacja New Dawn           | 1 września 2010     | 31 grudnia 2011  |
| Operacja Observant Compass  | 1 października 2011 | 30 września 2017 |
| Operacja Inherent Resolve   | 15 czerwca 2014     | nie określono    |
| Operacja Freedom's Sentinel | 1 stycznia 2015     | 30 sierpnia 2021 |
| Operacja Odyssey Lightning  | 1 sierpnia 2016     | 17 stycznia 2017 |
| Operacja Pacific Eagle      | 5 października 2017 | nie określono    |